# パシンペロンはやぶさ
パシンペロンはやぶさ（1980年4月15日 - ）は、日本のお笑い芸人、YouTuber。
お笑いコンビパシンペロンの元メンバー。元相方は岡野絵里。本名、早房 結香（はやぶさ ゆか）。旧芸名、はやぶさ ゆか。宮城県気仙沼市生まれ、静岡県富士市育ち。ホリプロコム業務提携扱い（2021年時点）。

## 略歴
- 3人兄弟の第2子として生まれる。兄と弟がいる。
- 元々は趣味でお笑いのサークルに入っていた[2]。地元のSBSラジオ（静岡放送）主催のお笑いコンテストに出場。
- 静岡時代も活動をしていたが、大学進学をきっかけとして上京。
- 杏林大学外国語学部中国語学科卒業[3]。なお一時、中国に留学していたことがある[4]。大学卒業間近になって、就職活動するのを忘れていて、気付いたら周りのみんなが就職に内定していた中で、厳しい親に就職活動を忘れたと言えず「元々お笑いで活動したかった」と言い訳を付けたという[2]。以後は本格的にお笑い活動をする。
- お笑いコンビの2度の解散、ピン芸人時代などを経て、2004年から2008年3月31日まで前田友理香（元・十文字ゆりか、トリコロール・梨花）とのコンビ『クルクルキューティクル』のツッコミ担当として活動、この時からホリプロに所属。
- かつては芸能人女子フットサルチーム「XANADU loves NHC」に所属。2007年3月15日をもって退団。
- 2008年4月から同じホリプロ所属だった元『ほくろ38コ』の岡野絵里と新たに『パシンペロン』を結成。なお、『パシンペロン』としての初舞台は2008年4月10日の『お笑い春の陣』（東京都中野区・なかの芸能小劇場）となった。そしてパシンペロンになってからは、メガホンで相方を突っ込むという芸のスタイルとなった。
- 2014年3月いっぱいで、コンビでの芸人としての活動を終了。はやぶさは引き続きスピリチュアル芸人として活動。岡ちゃんと二人組んでのコラボは今後もしていく予定であるという[5]。そして同時にはやぶさの、4歳年下の一般男性との結婚も発表された[6]。2015年1月13日、第一子となる長男を出産[7]。

### お笑い経歴
- Rag （1997年 - 2002年）（この名前で活動するも、相方は何度か変わっている）
- ピン芸人 （2002年 - 2003年）
- ケーキーズ （2003年 - 2004年）- この時の所属事務所は慈プロダクション。このコンビ名の由来は、はやぶさの実家がケーキ屋であることにも由来。
- クルクルキューティクル （2004年 - 2008年3月31日）
- パシンペロン（2008年4月 - ）

## 人物
- 元々はジャーナリスト志望だった[2]。
- 中学生時代は生徒会長を務めていたことがあった[8]。また、中学2年生当時（1994年）に、富士市青少年会議のパネラーを務めていた[9]。
- 2001年に行われた富士市の成人式で、新成人代表として壇上で『20歳の誓い』を述べていたのが早房であり、この様子は『広報ふじ』（平成13年1月20日・第771号）の1面（PDF）にも掲載された。
- お笑いコンビのデンジャラスのファンであり、地元・SBSラジオの『ラジカルモンスター』のリスナーでもあった。他、いくつかのラジオ番組に投稿するいわゆるハガキ職人でもあり「ラジオは自分にとって高貴な存在」という[10]。また、CHAGE and ASKA、GAO、たま、Something ELse、BON JOVI、篠原ともえなどのファン[8][11]。特にCHAGE and ASKAは熱狂的ファンということで、「人生のほとんどがASKAの音楽と共にある」と思っているほど。元々光GENJIファンで、光GENJIの曲がASKAの作詞・作曲が多いという流れからCHAGE and ASKAファンになったという[12]。
- 女性お笑いコンビ・めっちぇんの名付け親である[13]。
- タレントの影山のぞみは、同じ高校の同級生だった[14]。
- 『欽ちゃんのドンとやってみよう!』（フジテレビ系）に出演していた気仙沼ちゃんは、母親とは同郷で学校の同級生であった。
- 目が片方だけ二重まぶた（奥二重）なのが以前から悩みだったという[15]。
- 霊視以外では、怪談、タロット占い[16]、ヴァイオリン演奏も特技[11][17]。
- スナックでチーママとして勤務もしており、同じチーママ芸人仲間のカーネリアン海、メロディーきみえ、クレイジードールズみかちゅう、アロハ山貝と共に「飛べない夜の蝶～今日ママいないんです～」（新宿ネイキッドロフト）も行った[18]。
- 大学生時代、ホストクラブにはまっていたことがあった。女友達の彼氏がホストクラブでアルバイトしていたというつながりで付き合いで行ったらはまったとのことで、月に50万円ほど使ったこともあったという[19]。
- 好きな芸人は関根勤、尊敬する芸人は島田秀平。これは相方の岡ちゃんも同じだという[2]。
- プロ野球は阪神ファン[20]。

### スピリチュアル芸人として
- 生まれつき霊感が強く、今でも毎日のように心霊体験をするという[21]。霊視で守護霊などからのメッセージを伝えることが出来たりオーラ、健康・病気、体の悪い部分、前世、寿命（死期）、性感帯や幽霊と呼ばれる存在のものを見ることが出来[21]、島田秀平もその能力を認めているという。また、妖怪では天狗と死神を見たことがあり[22]、死期が近付いている人を見るとモザイクが掛かったように暗く見えたり、写真を撮るとその人だけ透けていたりいたという体験をしたこともある（その人は本当に間も無くして亡くなったという）[23]。その関係で『狩野英孝の行くと死ぬかもしれない肝試し』（Bee TV）などの心霊企画にも「スピリチュアル芸人」として出演することがある[24]。
  - 鑑定モードに入った時によく発する台詞は「はい、見えちゃいました」である[25]。
  - なお、これまで霊視したうえで一番驚いたのがタモリだったという（はやぶさいわく「（タモリに見えたのが）仏様やカリスマの人にしかない金色のオーラ」）[10]。
  - 小学2年生の終わり頃に父の実家へ向かっていた時、突然曽祖母が見えて両親らに伝えたが、その時はその曽祖母の葬儀のために帰省していた途中だった。この時から「人とは違うな」と思い始めたという。また、お盆の度に親戚の家などで亡くなった人の霊が見え、それを伝える度に驚かれていたという[26]。
  - 『小説b-BOY』2013年7月号（リブレ出版）掲載のはやぶさ自身の体験談をもとにした漫画「はやぶさゆかの霊的ふわっふぃー」によると、街中でも多くの霊が見える（薄く透けて見えたり、色が褪せて見えたりしている）ことがよくあり、また交通事故、殺人事件があった現場で、被害者の最期のシーンが見えたこともあったという。また、かつてUFOの存在を否定していたら金縛りにあったので、それ以来UFOの存在を信じているという[21]。
  - なお、最初は「気味悪がられるから」ということであまり霊感のことは話さず、仲のいい芸人たちにだけごく内輪な形で自らの霊感のことを話していたが、いつしか口コミでその話が広まり、マネージャーの耳にも入って「そういう特技あるのなら、それでテレビなどで活動しよう」と言われてスピリチュアル芸人として始動したという[2]。
  - あるテレビ番組の収録である芸能人を霊視した時、違法行為が見えて、守護霊にもそのことを伝えて欲しいと言われたという（その収録はオンエアされなかったという）[27]。
- スピリチュアル芸人として2013年8月5日に、主催トークライブ「パシンペロンはやぶさゆかの不思議な世界のおべんきょ会 vol.1」（新宿ネイキッドロフト）を行った[28]。
- 一方で、自分自身の霊視となると「全くダメ」だという[19]。

## ぶっさん会
「ぶっさん会」という早房自身の呼び名が付いた名前の芸人仲間の会があり、「ぶっさん会ライブ」を東京都中野区のStudio twlで2007年から毎年12月22日に開催していた。これまでの、このライブの出演者は以下の通り。
- 2007年12月22日 - クルクルキューティクル、クレイジードールズ、つーから、めっちぇん、ほくろ38コ
- 2008年12月22日 - パシンペロン、クレイジードールズ、つーから、荒木巴、コブラナッツ、ななちゃん
- 2009年12月22日 - パシンペロン、クレイジードールズ、荒木巴、コブラナッツ、福田ヒロ
  - 2009年の回は、これに先駆けて12月1日に『ぶっさん会トークライブ』が、東京・新宿シアターpooで同じ出演者で行われた。

なお、この内クレイジードールズの小泉麻衣子とは、同じ富士市出身同士という関係でもある。また、インターネットテレビの『ニンニンちくび』においても『ぶっさん会』で出演したことがあり、ここでは元相方の前田友理香とも共演したことがある。

## 出演
パシンペロン時代に二人で出演したものについては、パシンペロン#出演の節を参照。

### テレビ
- QVC（テレビショッピング専門チャンネル）- 2010年1月6日、矯正下着のモデルとして出演
- こころの遺伝子 〜あなたがいたから〜（NHK総合）- 2010年5月10日「三宅裕司 編」、劇団員（再現VTR）役で出演
- 芸人報道（日本テレビ）- 2013年5月13日、5月20日
- 法円坂ホラー研究会 谷町第二高等学校（BS-TBS）- 2013年6月21日、2013年6月28日、2013年8月9日、2013年11月8日、2013年11月15日、2013年12月6日、2013年12月13日
- SOON!!くま☆ぶさ〜勝手にスピリチュアル!〜（静岡第一テレビ）- 2014年2月2日
- サンバリュ『ウチのガヤがすみません!』（日本テレビ）- 2015年6月7日
- 見る人が見た!!（テレビ朝日）- 2015年7月12日、2015年7月25日
- おはスタ（テレビ東京）- 2015年8月31日
- 噂の心霊スポット除霊隊 〜本当にヤバい肝試し!〜（TOKYO MX）- 2015年9月21日
- 今夜もドル箱V（テレビ東京）- 2015年11月4日
- プレミアの巣窟（フジテレビ）- 2015年12月7日
- HKT48のおでかけ!（TBSテレビ）- 2016年1月13日
- 村上マヨネーズのツッコませて頂きます!（関西テレビ）- 2016年1月31日深夜
- お願い!ランキング（テレビ朝日）- 2016年4月13日深夜
- 水トク! 今夜あの未解決事件を超能力軍団が徹底捜査X－MENジャパン（TBS）- 2016年6月1日
- 久本雅美のこれぞ！にっぽん（日本テレビ） - 2017年2月25日
- 女神のマルシェ（日本テレビ） - 不定期出演
- 大堀商事小島事業部新人山根（2019年6月16日、アイドル専門チャンネルPigoo）
- ニノさん（日本テレビ）- 2019年12月22日「二宮和也と10人の偏り人 霊感がある10人大集合」

### ラジオ
- 吉田照美 ソコダイジナトコ（文化放送）- 2012年7月13日
- 吉田照美 飛べ!サルバドール（文化放送）- 2013年8月6日
- ピピッとサンデー Waku Waku Mix（文化放送）- 2013年8月11日
- 峰竜太のミネスタ（RFラジオ日本）- 2013年11月11日
- RADIPEDIA（J-WAVE）- 2013年11月28日
- 古坂大魔王 ツギコレ（ニッポン放送）- 2014年1月4日

### ウェブテレビ
- チーズボーイとパシンペロンはやぶさのスピリチーズ熱（ニコニコ生放送）
- DTテレビ（2018年7月20日、AbemaTV）

## 著書
- パワースポットには行くな! 本当はやってはいけないスピリチュアル（ぴあ、2013年9月初版）
- オーラもよどむ 不幸ことばにご用心!（ぴあ、2014年10月初版）
- 毎日、幸福術（アントレックス（サプライズBOOK）、2015年2月初版）